# Nogometni Klub Belvedur Izola 1991-1992
Questa voce raccoglie le informazioni riguardanti il NK Belvedur Izola nelle competizioni ufficiali della stagione 1991-1992.

## Stagione
Con l'indipendenza della Slovenia, l'Izola, che nella stagione precedente aveva militato nella terza serie jugoslava (la  Treća Liga, chiamato dai giornali della minoranza italiana in Jugoslavia Terza Lega, a livello interrepubblicano), fu ammesso alla massima serie slovena. Nella stagione di esordio nella Prima Lega calcistica slovena (Prva slovenska nogometna liga) l'Izola centrò uno storico terzo posto alle spalle di Olimpia Lubiana (campione di Slovenia) e Maribor, qualificandosi così in Coppa UEFA.

## Rosa
| N. |                                 | Ruolo | Calciatore       |
| -- | ------------------------------- | ----- | ---------------- |
|    | Slovenia (bandiera)             | P     | Dragan Talajić   |
|    | Slovenia (bandiera)             | A     | Andrej Želko     |
|    | Slovenia (bandiera)             | C     | Marjan Čendak    |
|    | Slovenia (bandiera)             | C     | Dejan Djuranovič |
|    | Slovenia (bandiera)             | C     | Suharez Kraja    |
|    | Slovenia (bandiera)             |       | Slaviša Mekić    |
|    | Bosnia ed Erzegovina (bandiera) | A     | Mirsad Bičakčić  |
|    | Slovenia (bandiera)             | A     | Danijel Gregorič |
|    | Slovenia (bandiera)             | D     | Peter Tosič      |
|    | Slovenia (bandiera)             | D     | Davor Perkat     |
|    | Croazia (bandiera)              | C     | Slaven Čuček     |
|    | Slovenia (bandiera)             |       | Salih Omanović   |
|    | Slovenia (bandiera)             | D     | Amir Ružnič      |
|    | Slovenia (bandiera)             |       | Nedžad Okčić     |

| N. |                     | Ruolo | Calciatore        |
| -- | ------------------- | ----- | ----------------- |
|    | Slovenia (bandiera) |       | Miroslav Stampfer |
|    | Slovenia (bandiera) |       | Daniel Radešić    |
|    | Slovenia (bandiera) |       | Viktor Spasevski  |
|    | Slovenia (bandiera) |       | Iztok Kapun       |
|    | Slovenia (bandiera) |       | Andrej Jureš      |
|    | Slovenia (bandiera) |       | Damjan Jerman     |
|    | Slovenia (bandiera) |       | Andrej Bogdanovič |
|    | Slovenia (bandiera) |       | Mirsad Mujanovič  |
|    | Slovenia (bandiera) |       | Semir Ademi       |
|    | Slovenia (bandiera) |       | Marko Škropeta    |
|    | Slovenia (bandiera) |       | Milenko Bojanič   |
|    | Slovenia (bandiera) |       | Sebastjan Mrak    |
|    | Slovenia (bandiera) |       | Sebastjan Santin  |
|    | Slovenia (bandiera) |       | Alen Begić        |

## Risultati

### 1.SNL

#### Girone di andata
| Arbitro: | Martun Z. |

|  |           |                       |
|  | Marcatori | 11’ Čendak 17’ Perkat |

| Arbitro: | Beton Anton |

|                                                          |           |            |
| Bičakčić 17’ Djuranovič 22’ Čendak 42’ Gregorič 65’, 87’ | Marcatori | 75’ Pevnik |

| Arbitro: | Kac Janko |

|  |           |                                    |
|  | Marcatori | 3’ Čendak 40’ Kraja 43’ Djuranovič |

| Arbitro: | Kraljica Dušan |

|                               |           |  |
| Tosič 38’ Želko 60’ Mekić 75’ | Marcatori |  |

| Zagorje ob Savi 8 settembre 1991, ore 16:30 5ª giornata | Zagorje       | 0 – 0 referto | Izola | (1100 spett.)\| Arbitro: \| Tivold Štefan \| |
| Arbitro:                                                | Tivold Štefan |               |       |                                              |

| Arbitro: | Kandare Srečko |

|                |           |  |
| Djuranovič 45’ | Marcatori |  |

| Arbitro: | Turk Dušan |

|            |           |                      |
| Škaper 56’ | Marcatori | 20’ Čendak 40’ Želko |

| Isola d'Istria 21 settembre 1991, ore 16:00 8ª giornata | Izola        | 0 – 0 referto | Rudar Velenje | (800 spett.)\| Arbitro: \| Frece Matjaž \| |
| Arbitro:                                                | Frece Matjaž |               |               |                                            |

| Arbitro: | Vugdalič Sašo |

|                          |           |                          |
| Smajić 38’ Breznikar 47’ | Marcatori | 43’ Tosič 80’ Djuranovič |

| Arbitro: | Jamšek Darko |

|              |           |  |
| Bičakčić 70’ | Marcatori |  |

| Arbitro: | Tivold Štefan |

|                          |           |                |
| Mesesnel 38’ Adrović 41’ | Marcatori | 64’ Djuranovič |

| Arbitro: | Igor Bučar |

|              |           |  |
| Bičakčić 13’ | Marcatori |  |

| Arbitro: | Z. Martun |

|                 |           |           |
| Gruškovnjak 36’ | Marcatori | 59’ Tosič |

| Arbitro: | Darko Horvat |

|                                                    |           |  |
| Mekić 10’ Djuranovič 25’ Stampfer 39’ Bičakčić 43’ | Marcatori |  |

| Arbitro: | Branko Žohar |

|             |           |  |
| Holešek 63’ | Marcatori |  |

| Arbitro: | Alojz Žerak |

|           |           |  |
| Kraja 20’ | Marcatori |  |

| Arbitro: | Igor Bučar |

|                      |           |  |
| Kovačič 4’ Kukić 83’ | Marcatori |  |

| Arbitro: | Stevo Govedarevič |

|                             |           |            |
| Gregorič 23’ Djuranovič 59’ | Marcatori | 55’ Finkšt |

| Arbitro: | Matjaž Frece |

|            |           |           |
| Pergar 61’ | Marcatori | 74’ Kraja |

| Arbitro: | Zlatko Martun |

|                |           |          |
| Djuranovič 12’ | Marcatori | 8’ Topić |

#### Girone di ritorno
| Isola d'Istria 1 marzo 1992, ore 15:00 22ª giornata | Izola | 3 – 0 referto | Domžale |  |

| Celje 8 marzo 1992, ore 15:00 23ª giornata | Kladivar Celje | 0 – 0 referto | Izola |  |

| Isola d'Istria 15 marzo 1992, ore 15:00 24ª giornata | Izola | 1 – 1 referto | Svoboda |  |

| Rogaška Slatina 22 marzo 1992, ore 15:00 25ª giornata | Steklar | 0 – 0 referto | Izola |  |

| Isola d'Istria 29 marzo 1992, ore 15:00 26ª giornata | Izola | 2 – 0 referto | Zagorje |  |

| Naklo 1 aprile 1992, ore 16:30 27ª giornata | Naklo | 0 – 0 referto | Izola |  |

| Isola d'Istria 5 aprile 1992, ore 16:30 28ª giornata | Izola | 1 – 0 referto | Beltinci |  |

| Velenje 12 aprile 1992, ore 16:30 29ª giornata | Rudar Velenje | 1 – 5 referto | Izola |  |

| Isola d'Istria 15 aprile 1992, ore 16:30 30ª giornata | Izola | 2 – 0 referto | Gorica |  |

| Capodistria 19 aprile 1992, ore 16:30 31ª giornata | Koper | 1 – 1 referto | Izola |  |

| Isola d'Istria 26 aprile 1992, ore 16:30 32ª giornata | Izola | 1 – 1 referto | NK Lubiana |  |

| Maribor 3 maggio 1992, ore 16:30 33ª giornata | Maribor | 2 – 1 referto | Izola |  |

| Isola d'Istria 6 maggio 1992, ore 16:30 34ª giornata | Izola | 3 – 0 referto | Slovan Lubiana |  |

| Lendava 10 maggio 1992, ore 16:30 35ª giornata | Nafta | 1 – 0 referto | Izola |  |

| Isola d'Istria 17 maggio 1992, ore 16:30 36ª giornata | Izola | 2 – 0 referto | Rudar Trbovlje |  |

| Medvode 20 maggio 1992, ore 16:30 37ª giornata | Jezero Medvode | 0 – 2 referto | Izola |  |

| Isola d'Istria 24 maggio 1992, ore 16:30 38ª giornata | Izola | 2 – 1 referto | Mura |  |

| Villa Decani 30 maggio 1992, ore 18:00 39ª giornata | Dekani | 1 – 3 referto | Izola |  |

| Isola d'Istria 7 giugno 1992, ore 16:30 40ª giornata | Izola | 2 – 0 referto | Primorje |  |

| Lubiana 21 giugno 1992, ore 16:30 42ª giornata | Olimpia Lubiana | 4 – 0 referto | Izola |  |